# Maria Chiara
Maria Chiara (ur. 24 listopada 1939 w Oderzo) – włoska śpiewaczka operowa, sopran liryczny.
Absolwentka Konserwatorium w Wenecji, uczyła się śpiewu także w Turynie pod opieką Marii Carbone i Ricardo Cassinellego. W 1965 r. zadebiutowała w operze weneckiej w roli Desdemony w Otellu Giuseppe Verdiego. Debiut okazał się ogromnym sukcesem, młoda artystka szybko zyskała renomę jednej ze specjalistek w zakresie repertuaru włoskiego (opery Verdiego i Giacomo Pucciniego i występowała w kolejnych latach w operach w Amsterdamie, Berlinie i Wiedniu. Grała m.in. Violettę w Traviacie, Toskę w Tosce (słynne przedstawienie z 1974 w Neapolu i Madame Butterfly, jednak najbardziej zachwycała jako Aida (w której to roli nagrała płytę CD oraz została sfilmowana) oraz którą wykonywała w Metropolitan Opera. Grała również Micaelę w Carmen.
Po odejściu ze sceny zajęła się kształceniem młodych śpiewaków.